# Rémi Huens
Rémi Huens, né le 1er janvier 1999 à Compiègne (Oise), est un coureur cycliste français, membre de l'équipe Dunkerque Grand Littoral Cofidis. Il participe à des compétitions sur route et sur piste.

## Biographie
En 2016 , il devient à 17 ans champion de France de poursuite par équipes, avec ses coéquipiers du comité de Picardie Corentin Ermenault, Adrien Garel et Benoît Daeninck.
En  2017, il remporte le classement général de La Cantonale Juniors et termine troisième de Kuurne-Bruxelles-Kuurne juniors. Membre de la sélection des Hauts-de-France présente aux championnats de France de cyclisme sur piste 2017, il décroche une médaille d'argent en poursuite par équipes (avec Corentin Ermenault, Dany Maffeïs, Romain Bacon et Florian Deriaux).
Au mois d'août 2018, il se classe quatrième du championnat de France de poursuite par équipes en compagnie de Florian Deriaux, Cyril Dendeviel et Baptiste Gourguechon. Au cours de ces championnats, il termine également cinquième du scratch.

## Palmarès sur route
- 2015
  - 3e du Chrono des Nations-Les Herbiers-Vendée cadets
- 2017
  - Classement général de La Cantonale Juniors
  - 3e de Kuurne-Bruxelles-Kuurne juniors
- 2019
  - Grand Prix de Saint-Quentin
  - Grand Prix Avesnois
  - 3e du Grand Prix des Hauts-de-France
- 2021
  - Classique Puisaye-Forterre - Souvenir Philippe-Gerbault
  - 3e de la A2H Classic
- 2022
  - Grand Prix de Lambres-lez-Douai
  - 3e du Tour Nivernais Morvan

## Palmarès sur piste

### Championnats de France
- 2016
  -  Champion de France de poursuite par équipes (avec Corentin Ermenault, Benoît Daeninck et Adrien Garel)
  - 3e de la poursuite juniors
- 2017
  - 2e de la poursuite juniors
  - 2e de la poursuite par équipes juniors
  - 2e de la poursuite par équipes